# Rostand Medeiros
Rostand Medeiros (Natal, Rio Grande do Norte, 27 de outubro de 1967) é um escritor e pesquisador brasileiro.

## Carreira
Rostand Medeiros tem um trabalho dedicado a história do seu estado e da Região Nordeste do Brasil.
Em 1999 fundou a Sociedade para Pesquisa e Desenvolvimento Ambiental, Cultural e Histórico do Rio Grande do Norte - SEPARN, entidade que manteve parcerias e desenvolveu projetos junto ao Instituto Brasileiro do Meio Ambiente e dos Recursos Naturais Renováveis IBAMA e ao Instituto Chico Mendes de Conservação da Biodiversidade ICMBio. Em 2000 promoveu organizou a exposição "Itaoca-Cavernas Potiguares", a primeira do gênero realizada no Rio Grande do Norte.
Em 2008 foi coautor do livro “Os Cavaleiros dos Céus: A Saga do voo de Ferrarin e Del Prete” , que conta a história do primeiro voo sem escalas entre a Europa e a América Latina, realizado em 1928 pelos pilotos italianos Arturo Ferrarin e Carlo del Prete . 
É de sua autoria as biografias “João Rufino-Um visionário de fé” (2011), sobre o criador de um importante grupo industrial brasileiro de torrefação de café, nascido na cidade de São Miguel (Rio Grande do Norte) , “Fernando Leitão de Morais-Da Serra dos Canaviais a Cidade do Sol” (2012)  e “Eu não sou herói – A História de Emil Petr” (2012), este último sobre um veterano norte-americano da Segunda Guerra Mundial, navegador de bombardeiro B-24, que viveu no Rio Grande do Norte .
Em 2014 recebeu da Secretaria Extraordinária de Cultura do Rio Grande do Norte a Medalha de Mérito Deífilo Gurgel. Em 2016 se tornou membro do Instituto Histórico e Geográfico do Rio Grande do Norte - IHGRN  . 
No ano de 2015 foi um dos produtores e participou das filmagens do documentário de longa-metragem "Chapéu Estrelado", com direção de Sílvio Coutinho . Esse filme, lançado em 2017, é baseado em uma pesquisa que Rostand Medeiros realizou em 2010, quando percorreu o mesmo caminho trilhado pelo bando de Lampião (cangaceiro), no episódio da invasão do Rio Grande do Norte para atacar a cidade de Mossoró em junho de 1927 . 
Em 2017 a Academia Norte-Riograndense de Letras lhe outorgou a medalha Mérito Acadêmico Agnelo Alves. 
Em 2019 lançou o livro “Sobrevoo: Episódios da Segunda Guerra Mundial no Rio Grande do Norte”, onde resgatou a história de um desastre aéreo ocorrido em 10 de maio de 1944 com um hidroavião Consolidated PBY Catalina da US Navy, próximo a cidade de Riachuelo (Rio Grande do Norte) . No 75° ano desse episódio, ocorreu uma cerimônia organizada pelo Consulado dos Estados Unidos de Recife e a Prefeitura Municipal de Riachuelo, em memória dos aviadores que morreram nesse acidente . Ainda em 2019, como fruto de uma parceria com o Ministério Público Federal do Rio Grande do Norte,  lançou o livro “Lugares de Memória – Edificações e estruturas históricas utilizadas em Natal durante a Segunda Guerra Mundial” .
Em 2020 foi coautor do livro "Jandaíra - História e Cavernas Potiguares", sobre a história e as cavidade naturais do município de Jandaíra (Rio Grande do Norte) e lançou o livro "1927 – O caminho de Lampião no Rio Grande do Norte", obra onde detalha a pesquisa realizada sobre o caminho utilizado pelos cangaceiros de Lampião no ataque a Mossoró .

## Produção cultural

### Livros
1. (2008) - Os Cavaleiros do Céu: A Saga do voo de Ferrarin e Del Prete (coautor)
2. (2011) - João Rufino-Um visionário de fé
3. (2012) - Fernando Leitão de Morais-Da Serra dos Canaviais a Cidade do Sol
4. (2012) - Eu não sou herói – A História de Emil Petr
5. (2019) - Sobrevoo: Episódios da Segunda Guerra Mundial no Rio Grande do Norte
6. (2019) - Lugares de Memória – Edificações e estruturas históricas utilizadas em Natal durante na Segunda Guerra Mundial
7. (2020) - Jandaíra - História e Cavernas Potiguares
8. (2020) - 1927 – O caminho de Lampião no Rio Grande do Norte

### Película de Longa-metragem
1. (2017) - Chapéu Estrelado (Pesquisa e produção)